# 運動療法
運動療法（うんどうりょうほう、英語: Exercise therapy）とは、身体の全体または一部を動かすことで症状の軽減や機能の回復を目指す療法のこと。治療体操、機能訓練などとも言う。
運動療法というのは、その名称どおり、運動すること、つまり身体を動かすこと、を治療法として用いることである。
理学療法士が行う治療では、日常生活活動訓練、物理療法などと並び主用な治療法のひとつである。運動療法には関節可動域回復訓練、麻痺回復促進訓練、歩行訓練、筋力増強、心肺機能改善訓練などが含まれる。
健康維持・増進における運動の効果が医学的に認識され、運動医学・スポーツ医学が研究されるようになって、生活習慣病などに効果が期待されている分野である。
運動療法は、現在は主に生活習慣病（高血圧・動脈硬化・虚血性心疾患・糖尿病・高脂血症等）に効果的とされている。
近年フレイルや認知症の予防、改善にも効果が期待されている。

## 運動療法の意義
- 関節可動域、筋力、協調性の改善
- 肺活量の増大
- 最大酸素摂取量、最大酸素負債量の増加
- 心拍出量の増加と心拍数の低下
- 運動時の血圧上昇が低く抑えられる
- 糖代謝の改善
- 脂質代謝の改善

## 糖尿病における運動療法
糖尿病の人が健康を保つには、運動療法は非常に重要であり、毎日運動を行うべきである。
糖尿病における運動療法の効果としては以下のようなことがあげられる。
- 運動の急性効果としてブドウ糖、脂肪酸の利用が促進され血糖が低下する。
- 運動の慢性効果としてインスリン抵抗性が改善する。
- エネルギー摂取量と消費量のバランスが改善され、減量効果がある。
- 加齢や運動不足による筋萎縮や骨粗鬆症の予防に有効である。
- 悪玉コレステロールLDL-cholを減らし、善玉コレステロールHDL-cholを増やす。
- 血圧を下げ、心臓病のリスクを減らす。

有酸素運動とレジスタンス運動がインスリン抵抗性の改善に有効とされている。前者としては、速い歩行、ジョギング、水泳、エアロビクスダンス、後者としてはウエイトトレーニング、水中歩行があげられる。治療効果が見込める運動量としては歩行として1回15分以上を1日2回、1週間に3日以上が望ましいとされている。運動による消費エネルギーは200Kcal程度であり、わずかであるが、運動はレプチン抵抗性を改善させ肥満を改善させる。
糖尿病以外に心臓病を持つ場合のふさわしい運動強度というのはケースバイケースで異なるので医療機関に相談することが望ましい。
糖尿病における運動療法で気をつけるべき点は低血糖発作である。特にインスリンやSU薬を用いていると低血糖を起こしやすい。低血糖発作は、運動中に起きる場合もあり、運動直後に起きる場合もあり、運動の一日後に起きる場合もある。空腹感、疲労感、体に力が入らない、震える、イライラする、不安である、冷や汗をかくなどの症状があれば、低血糖発作の可能性がある。低血糖発作で、頭痛や意識消失を来たす場合もある。運動前に血糖値を測定し100mg/dl以下であれば、軽食を摂り、低血糖発作に備えてブドウ糖を持って運動するのが望ましい。
糖尿病の人は脱水を来たしやすいので、運動中は水分摂取を充分に行うことが望ましい。運動後は、足にケガをしていないかをチェックするのが良い。

## うつ病における運動療法
英国国立医療技術評価機構の診療ガイドラインでは、軽中度のうつ病患者に対しては、認知行動療法と並んで運動療法を選択肢の一つとして推奨している。患者が運動療法を選択した場合は、訓練を受けたコーチの下でグループ単位で行わなければならない、また1回あたり45分～1時間、週3回を10週間～14週間程度としなければならないとしている。
2012年、日本うつ病学会のガイドラインは「本来軽症に限った治療法ではない」と断った上で、軽症のうつ病への適用について、「運動を行うことが可能な患者の場合、うつ病の運動療法に精通した担当者のもとで、実施マニュアルに基づいた運動療法が用いられることがある。一方で運動の効果については否定的な報告もあり、まだ確立された治療法とは言えない」と述べている。
2013年、コクラン・ライブラリのシステマティックレビューによれば、運動の効果は心理療法や薬物療法と同程度である。

## 注意点
体調に不安がある場合は、医師や専門のトレーナーの指導を受けることが望ましい。
運動は適度な範囲に収める必要がある。過剰な運動は逆効果となる。

## 運動療法の楽しみ方
運動療法は、自分が本当に好きなように行えばよい。楽しみが多ければ、毎日多くの運動をすることができる。家族や友人と一緒に運動をするのも良い。
- 参加する
- 競技する（勝利を得るために全力をつぎ込み目標に邁進することで、たとえ負けても目的達成感を得ることができる）
- チームワークを味わう（全員でひとつの目標に全力を尽くすことで、互いの能力の向上に貢献しあう）
- 観る（選手の姿に感動し高揚感を味わう。応援することで周囲との一体感を味わう）

## その他
- マットおよび訓練台：基本動作訓練など用途は広い
- 傾斜台（斜面台）：起立性低血圧予防などに用いる
- 階段：必要な時に組み立てることのできるものもある
- トレッドミル：速度と傾斜を調整できるものがほとんどである
- 鏡：姿勢矯正などに用いる
- その他：心電図モニタ、肺活量計など

## 関連事項
- 健康
- スポーツ
- フィットネス
- 有酸素運動
- リハビリ
- 理学療法